# Simon Petliura
Simon Vasýliovych Petliura (en ucraniano: Си́мон Васи́льович Петлю́ра; Poltava, 10 de mayo de 1879-París, 25 de mayo de 1926) fue un estadista, figura militar y política, publicista, crítico literario y teatral ucraniano. Fue uno de los líderes de la guerra de independencia de Ucrania, en la que fue organizador de las Fuerzas Armadas de Ucrania. Fue el presidente del Directorio de la República Popular Ucraniana entre 1919 y 1920. Petliura fue asesinado en París el 25 de mayo de 1926.

## Biografía

### Primeros años
Petliura nació el 5 de mayo de 1879 en la ciudad de Poltava, hijo de Vasyl Petliura y Olha Márchenko, obreros de ascendencia cosaca. Se educó en un centro religioso y, en 1895, estudió para el sacerdocio en el seminario ortodoxo de su ciudad. En 1898, se afilió a una sociedad secreta que operaba dentro del seminario pero, al ser descubierto, fue expulsado del mismo en 1901.
Antes de la expulsión, en 1900, ya había entrado a formar parte del Partido Ucraniano Revolucionario (RUP). En 1902, bajo la amenaza de detención, se hubo de trasladar a Ekaterinodar (actualmente Krasnodar), en la región de Kubán, donde trabajó primero de profesor y más tarde en los archivos de los cosacos de Kubán. En diciembre de 1903, fue detenido por organizar el "comando" del RUP en Ekaterinodar y por publicar artículos antizaristas en la prensa extranjera, fuera de la Rusia autocrática. Fue liberado en marzo de 1904 y emigró a Kiev y luego a la ciudad austrohúngara de Leópolis. Estudió en la universidad de esta ciudad.
Tras la amnistía de 1905, viajó a Kiev y luego a la capital rusa, San Petersburgo, para publicar una revista mensual de orientación socialdemócrata llamada Vilna Ukrayína (Ucrania Libre). Después del cierre de esta revista, en julio de 1905, volvió a Kiev para colaborar en la revista Rada (El Consejo). De 1907 a 1909, participó como redactor de la revista Slovo y también como corredactor de la revista Ukraína.
Cuando las autoridades rusas cerraron estos diarios, Petliura se fue a Moscú en 1909, donde trabajó brevemente de contable. Allí se casó con Olha Bilska. A partir de 1912, fue corredactor del diario de lengua rusa Ukraínskaya zhizn (La vida ucraniana) que continuó editando hasta 1917.

### Entrada en la política
La Revolución de Febrero de 1917 y la posterior guerra civil desencadenaron distintos movimientos nacionalistas populares, también en Ucrania. Entonces Petliura decidió entrar en la política. En abril del 1917, encabezó el Comité Ucraniano del Ejército del Frente Occidental. En mayo, el Primer Congreso Militar Ucraniano eligió a Petliura para la presidencia del Comité Militar de la Rada Central Ucraniana (el Parlamento ucraniano, formado el 4 de marzo de 1917). Desde el 28 de junio, formó parte de la secretaría de la Rada como Secretario General de Asuntos Militares. En julio de 1918, fue arrestado por las autoridades del Hetmanato por su actitud a favor de la Entente, lo que complicó las negociaciones entre estas y la oposición nacionalista ucraniana, de la que Petliura era un miembro destacado. Presidió asimismo el zemstvo de Kiev.

### El Directorio
Petliura no participó en la conspiración que, gracias a la pactada pasividad bolchevique y a la falta de actividad alemana, logró derrocar el Hetmanato de Pavló Skoropadski en octubre de 1918, sustituyéndolo por un directorio. Petliura se nombró a sí mismo comandante militar del mismo. El 15 de octubre de 1918, entró en la capital, Kiev, a la cabeza de las tropas fieles al Directorio, acabando con el gobierno de Skoropadski. Se convirtió en responsable de las fuerzas armadas leales al directorio, formadas principalmente por bandas armadas acaudilladas por jefes militares con gran autonomía y, en ocasiones, escasamente controladas por el Gobierno.
Sus tropas llevaron a cabo numerosos pogromos en el invierno de 1918-1919. Petliura no rechazaba estas atrocidades, tomándolas como «actos de venganza» por el supuesto apoyo de la población judía a los bolcheviques. Se opuso a impedir estas acciones temiendo el debilitamiento del Ejército, que consideraba esencial para lograr la independencia ucraniana y ascendió a algunos responsables de los ataques. Sólo a partir de finales del verano de 1919, llevó a cabo algunas acciones para castigar a los responsables de los desmanes.
El 11 de febrero de 1919, después de la renuncia de Vinnichenko a la presidencia del directorio seis días después de la toma de Kiev por los bolcheviques y del traslado del Gobierno a Vínnitsa, ocupó la presidencia.
Petliura se hizo progresivamente con el poder en el territorio controlado por el Directorio y formó paulatinamente un régimen esencialmente reaccionario, que apartó a los dirigentes más progresistas y reprimió los sindicatos, los medios de comunicación y, principalmente, a la comunidad judía.
El 21 de abril de 1920, Symon Petliura firmó el Tratado de Varsovia con Józef Piłsudski, jefe del Estado polaco, para formar una alianza común en contra de la Rusia Soviética. Uno de los puntos de este tratado consideraba ceder a Polonia territorios de la Galicia Oriental, Volinia occidental y parte de Polesia - todo a cambio del apoyo polaco y de su reconocimiento de la independencia de Ucrania. El 25 de abril, el Ejército polaco, junto con tropas mandadas por Petliura, iniciaron la ofensiva en Ucrania y el 6 de mayo tomaron Kiev, capital de Ucrania. Sin embargo, como resultado de la contraofensiva del Ejército Rojo a finales del mayo, ya en julio la autoridad soviética había quedado restablecida sobre todo el territorio ucraniano. Tras la derrota, en noviembre de 1920, Simon Petliura emigró a Polonia.

### Exilio y muerte
En otoño de 1921, con apoyo de los gobiernos de Polonia y de Rumania, organiza nuevamente una invasión de la Ucrania Soviética pero sufre un nuevo fracaso. A finales de 1923, emigra a Hungría, pasa brevemente por Austria y Suiza y, en 1924, finalmente se establece en París, Francia.
En mayo de 1926, Symon Petliura fue asesinado en París por Sholom Schwartzbard, de un disparo de bala envenenada con cianuro. En octubre de 1927, el tribunal de París que lo juzgaba absolvió a Sholom Schwartzbard, tomando en consideración los motivos del asesinato (venganza por sufrimiento de todos los judíos asesinados en los años 1919-1920 en territorios de Ucrania por pogromos, que algunos historiadores atribuyen al ejército de Petliura).

## Pogromos
Petliura es considerado una figura controvertida relacionada con los pogromos de judíos durante su gobierno en la República Nacional Ucraniana. Según Peter Kenez, «antes de la llegada de Hitler, el mayor asesinato masivo de judíos tuvo lugar en Ucrania durante la guerra civil. Todos los participantes en el conflicto fueron culpables de asesinar judíos, incluso los bolcheviques; sin embargo, el Ejército de Voluntarios tuvo el mayor número de víctimas». Se estima que el número de judíos asesinados durante este período estuvo entre 50.000 y 200.000. Entre 1918 y 1921, se registraron en Ucrania un total de 1236 ataques violentos contra judíos. De ellos, 493 fueron perpetrados por soldados de la República Popular Ucraniana bajo el mando de Simon Petliura, 307 por caudillos militares ucranianos independientes, 213 por el ejército de Denikin, 106 por el Ejército Rojo y 32 por el Ejército Polaco.
El recién formado Estado ucraniano (República Popular de Ucrania) prometió a los judíos plena igualdad y autonomía. Arnold Margolin, ministro adjunto judío del gobierno de Petliura en la RPU, declaró en mayo de 1919 que el gobierno ucraniano había otorgado a los judíos más derechos que los que disfrutaban bajo cualquier otro gobierno europeo. Sin embargo, después de 1918, unidades militares se involucraron en pogromos contra judíos. Durante el mandato de Petliura como jefe de Estado (1919-20), continuaron los pogromos en territorio ucraniano.
Petliura's role in the pogroms has been a topic of dispute since his assassination in 1926 and the succeeding Schwarzbard's trial. In 1969, the journal Jewish Social Studies published two opposing views regarding Petliura's responsibility in pogroms against Jews during his reign over Ukraine, by scholars Taras Hunczak and Zosa Szajkowski. Later the Journal published letters from the two authors.
According to Hunczak, Petliura actively sought to halt anti-Jewish violence on numerous occasions, introducing capital punishment for carrying out pogroms. Conversely, he is also accused of not having done enough to stop the pogroms and being afraid to punish officers and soldiers engaged in crimes against Jews for fear of losing their support.